# Elevador Municipal de Oregon
O Elevador Municipal de Oregon City é um meio de transporte urbano de altura, que liga dois bairros da cidade norte-americana Oregon City no Oregon. A primeira versão foi construída em 1913 com um mecanismo hidráulico. Sua versão atual foi construída em 1955 e tem 40 metros de altura. E um dos únicos quatro no mundo. A parte superior contém um deck de observação que explica a aparência de disco voador.
Houve dois elevadores nesse local. O elevador atual foi construído em 1954-55, e foi adicionado ao Registro Nacional de Lugares Históricos em 2014.

## Geografia de Oregon City
A cidade de Oregon City inclui mudanças dramáticas na elevação. O distrito central de negócios da cidade é intercalado entre o rio Willamette e um penhasco de basalto, e é apenas vários quarteirões de largura.  No topo do penhasco 90
-pé (27 m) encontra-se outro bairro indiano.  Trilhas de negociação do penhasco foram originalmente usadas para conectar as duas áreas que começam com a fundação da cidade em 1829.
Numerosas escadas foram construídas em meados da década de 1860,
mas uma melhor solução de transporte era necessária.

## Elevador inicial

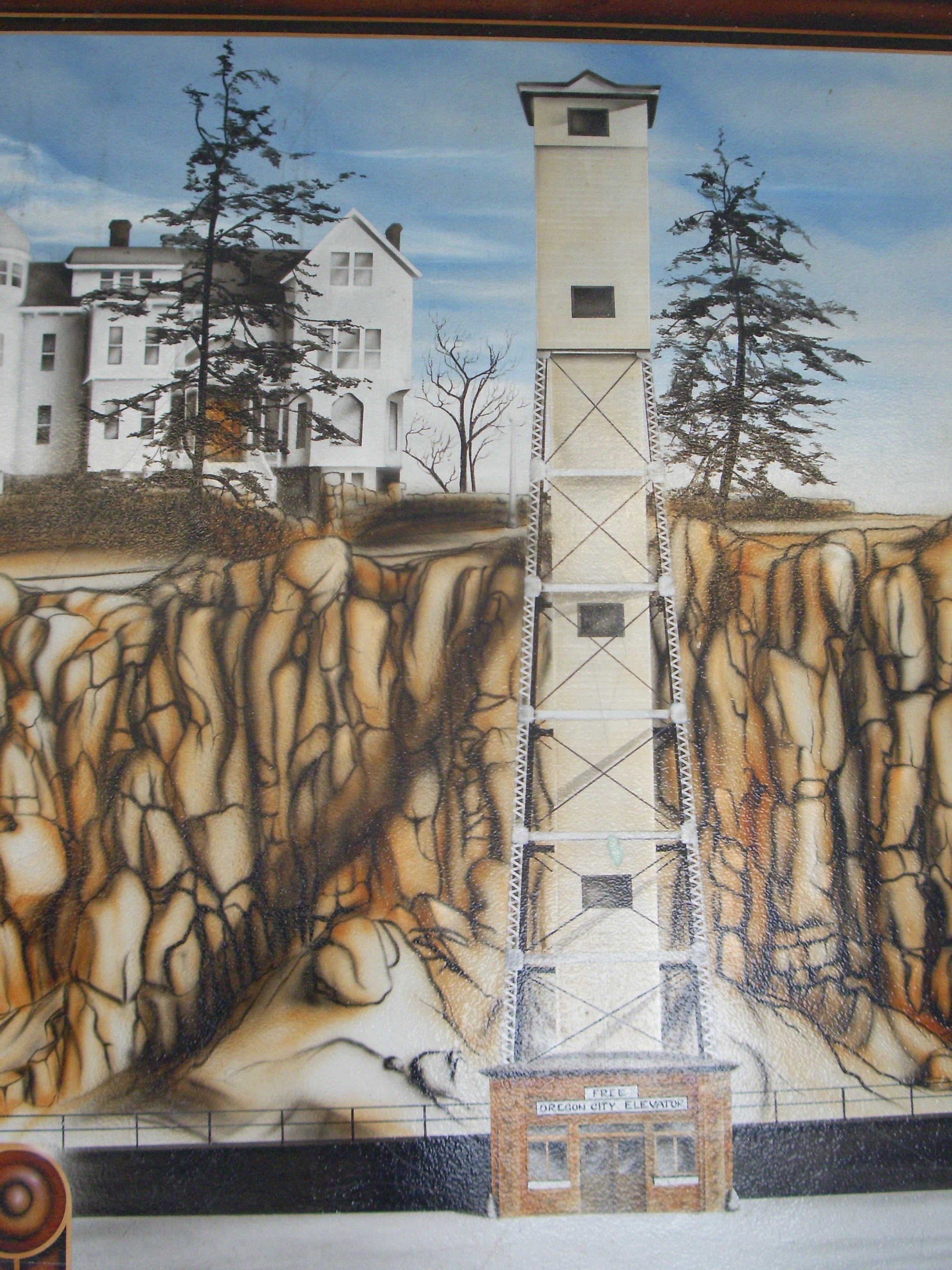
Representação do elevador original da Oregon City

Uma medida de caução para levantar US$ 12.000 para construção foi colocada aos eleitores em julho de 1912.  Esta imposição falhou, mas um segundo referendo passou em dezembro do mesmo ano.  O elevador foi aberto ao público em 1915, atrasado pela política.  O elevador original foi de energia hidráulica e levou três minutos para o passeio.  O elevador era tão popular que a maioria das escadas do penhasco foram removidas.  O elevador foi convertido no acionamento eléctrico, em 1924, o que reduziu o tempo de 30 segundos.

## Elevador atual

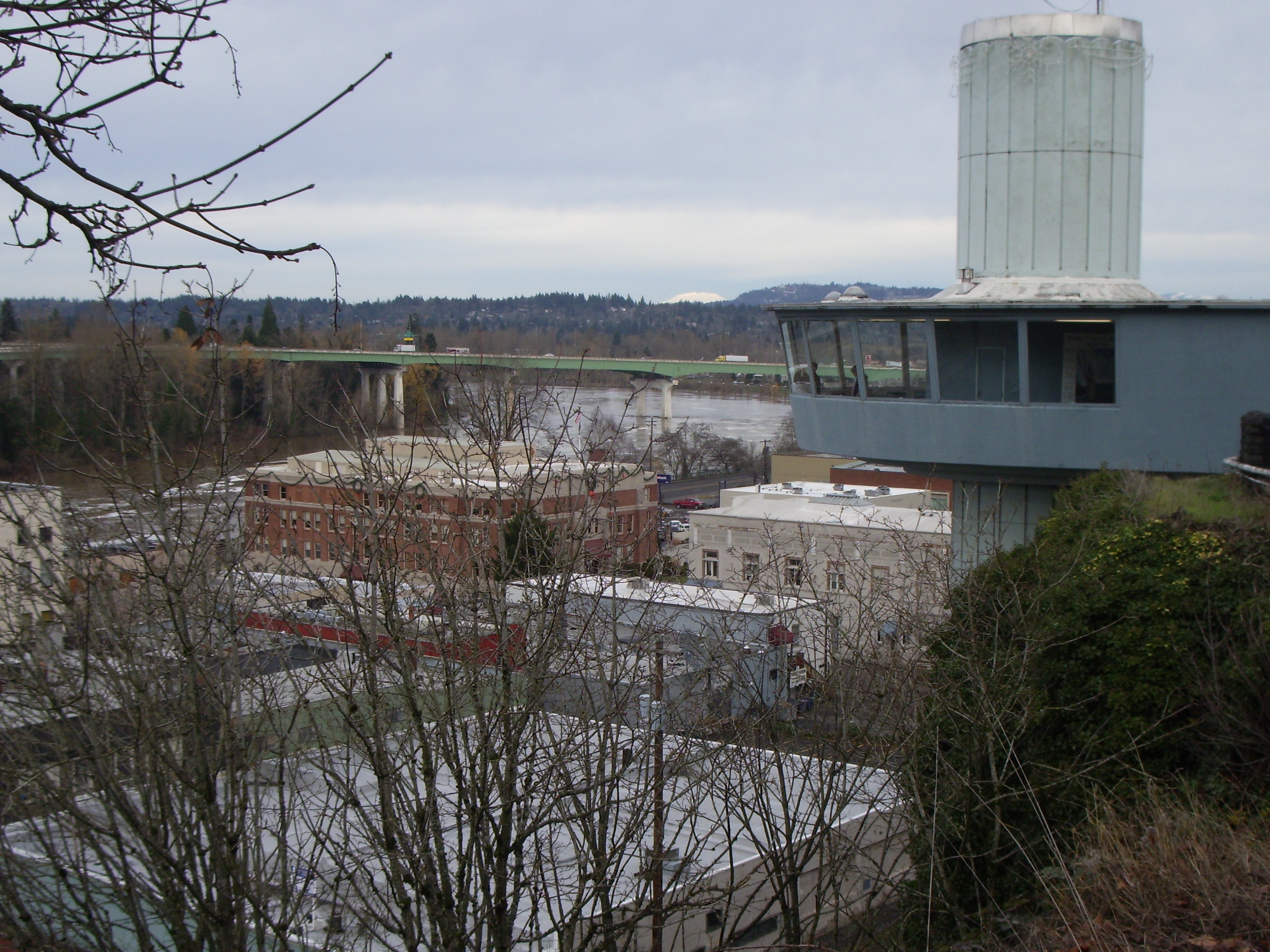
Vista do deck de observação do centro da cidade de Oregon, o rio Willamette, West Linn e a ponte Abernethy

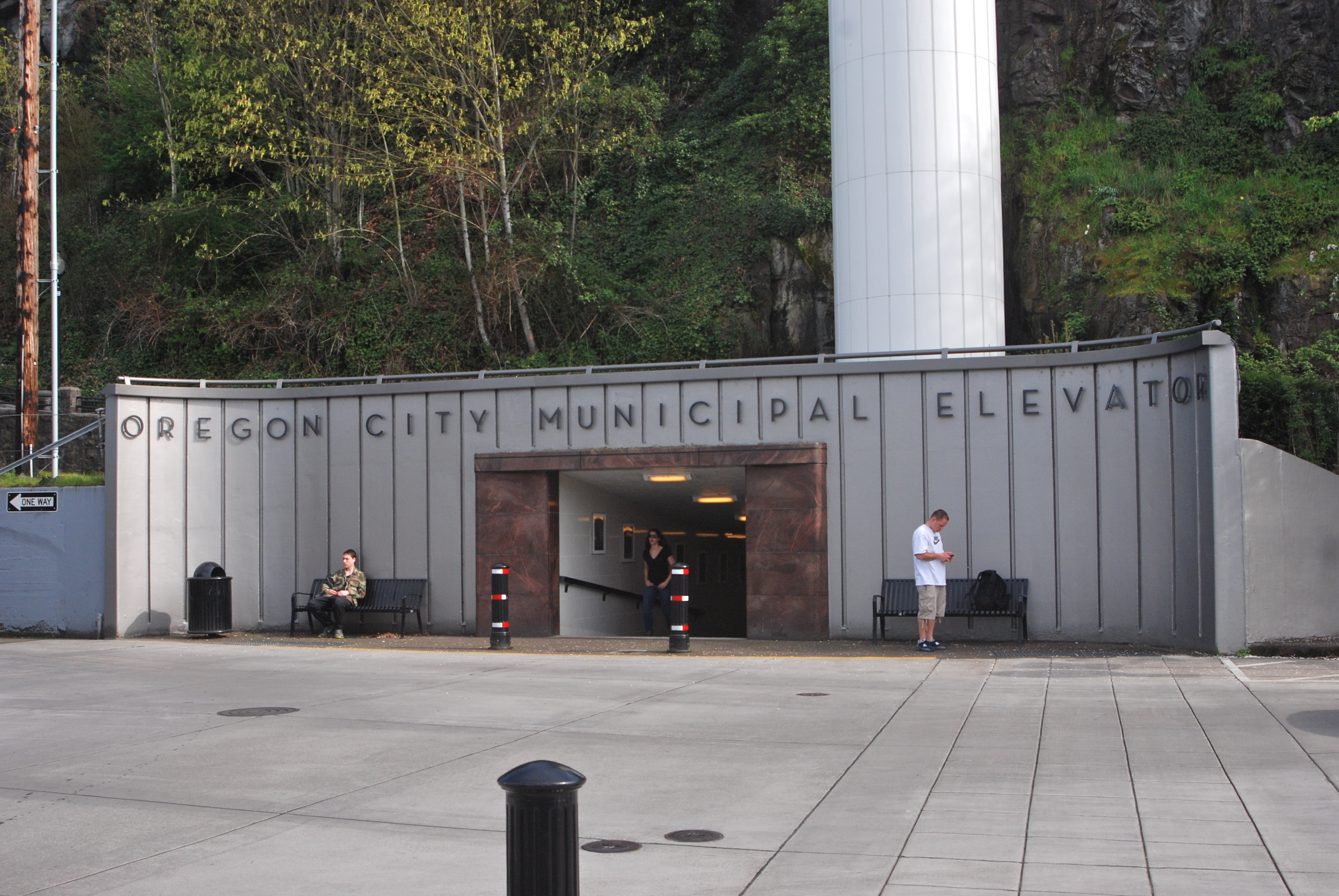
Entrada mais baixa, no centro histórico da cidade de Oregon

Após 40 anos de serviço, uma substituição foi autorizada por uma caução de $ 175,000 por uma eleição especial realizada em maio de 1952.  As especificações exigiam que o design fosse "tão simples quanto possível, sem ornamento". O novo elevador, desenhado por Gordon E. Trapp, projetado por Ervin Aksel Sööt, e  fabricado por Elevador Otis, operação em botão de pressão e portas automáticas, e  encurtou o passeio a cerca de 15 segundos. Foi dedicado 5 de maio de 1955 e permanece em serviço hoje. A sala de máquinas foi atualizada com um controlador digital em 2004.
O elevador serve essencialmente como 7th Street, como ambas as entradas (superior e inferior) estão na S. 7th Street, uma grande via em ambas as extremidades.  A entrada inferior está na intersecção da 7th Street (Oregon Route 43) e Avenida Railroad; Um túnel de pedestres curto corre nas trilhas Union Pacific Railroad, e no próprio elevador.  A entrada superior é acessada a partir de S. High Street, a uma curta distância do cruzamento com 7th Street e Singer Hill (uma estrada que desce do lado do penhasco, conectando a 7th Street no topo com S. 10th Street no fundo).  O nível superior inclui um deck de observação, do qual se pode ver Quedas Willamette, a Ponte Oregon City, e a Ponte Abernethy.
O elevador tem um operador.  Está aberto das 6h45 AM às 7h PM, de segunda a sábado; 11 AM a 7 PM domingo hora do Pacífico.  Não há taxa para utilizar o elevador. Levava uma média de 500 pessoas por dia a partir de 1989, e em 2008 isso cresceu para quase 800. O número de pessoas é de 1.300 pessoas por dia durante a temporada turística do verão da cidade.
Atualmente, o elevador recebeu um "facelift" de várias maneiras em mãos de numerosas parcerias privadas e públicas e um Fundo Nacional para a concessão Arts Our Town.  O projeto "Illuminati Oregon City" transformou o elevador em uma tela de vídeo maciça, apresentando vídeos e imagens de sites da área. O programa de mapeamento de vídeo está programado para ser executado até 2015.